# Нимко Али
Нимко Али (на английски: Nimko Ali) е сомалийско-британска социална активистка и писателка. Тя е съоснователка и главен изпълнителен директор на фондация „Петте“ за глобално партньорство за прекратяване на гениталното осакатяване на жени.

## Биография
Нимко Али е родена през декември 1982 г. в Харгейса, Сомалиленд. Има по-малки четирима братя и сестра. Когато е четиригодишна семейството ѝ се мести в Манчестър, Англия, по-късно се премести в Кардиф, Уелс. На седемгодишна възраст претърпява женско генитално осакатяване в Джибути, докато е там със семейството си по време на гражданската война. По-късно като 11-годишна получава здравословни усложнения и се налага да направи реконструктивна операция. Опитът ѝ и срещата с други жени, които са били обрязани, по-късно я вдъхновяват да помага на рискови момичета и да призовава за изкореняване на практиката. Следва право в Бристълския университет. След дипломирането си работи като държавен служител, като активист за правата на жените и независим консултант за обучение в продължение на няколко години. Публикува и статии за правата на жените.
През 2010 г., заедно с психотерапевтката Лейла Хюсеин, сформира организацията „Дъщерите на Ева“, в помощ на млади жени и момичета, за образование и кампания срещу гениталното осакатяване на жени. През 2017 г. участва в общите избори като представител на Партията за равенство на жените. През 2019 г. подкрепя Борис Джонсън (тя е кръстница на сина му) и Консервативната партия и води кампания за кандидати от консерваторите. През 2019 г. е съосновател с Брендън Уин на фондация „Петте“ за повдигне на въпроса за гениталното осакатяване в международен план и за финансиране на организации и кампании в тази насока. Същата година, за заслуги в борбата срещу гениталното осакатяване на жени и неравенството между половете, е удостоена с отличието Офицер на Ордена на Британската империя.
През 2019 г. е издадена книгата ѝ „Нещата, за които не трябва да говорим : историите на жени от цял свят“. Книгата съдържа 42 истории от 152 интервюта с жени, събрани от 14 държави, в които се разглеждат откровено темите за менструацията, удоволствието от секса, мастурбацията, бременността, за остарелите табута, и за трагични истории на момичета, подложени на генитална мутилация.
През 2020 г. заедно с актрисата Мика Симънс основават Съвета за здравеопазване на жените „Гинсбург“, за да провеждат кампания за по-ефективна и справедлива здравна система за жените от Националната здравна служба. В периода 2020 – 2022 г. работи като независим правителствен съветник за справяне с насилието срещу жени и момичета.
Нимко Али живее и работи в Лондон.

## Произведения
- What We're Told Not Talk About (But We're Going to Anyway): Women's Voices from East London to Ethiopia (2019)[1]
Нещата, за които не трябва да говорим : историите на жени от цял свят, изд.: „Сиела“, София (2019), прев. Надя Златкова